# Stephen McLaughlin
Pour les articles homonymes, voir McLaughlin.
Stephen Antony McLaughlin (né le 14 juin 1990 à Donegal) est un footballeur irlandais évoluant au poste de milieu de terrain à Mansfield Town.

## Biographie
Le 29 septembre 2014 il est prêté à Notts County.
Le 26 mars 2015 il est prêté à Southend United. Le 28 août 2015 il rejoint Southend United d'une manière permanente.
Le 11 septembre 2020, il rejoint Rochdale.

## Palmarès
- Derry City
  - Vainqueur de la Coupe de la Ligue : 2011
  - Vainqueur de la FAI Cup : 2012